# Општина Греака (Ђурђу)
Греака (рум. Greaca) општина је у Румунији у округу Ђурђу.
Oпштина се налази на надморској висини од 69 m.